# Artesunate/amodiaquine
Artesucky / amodiaquine, được bán dưới tên thương mại Camoquin và các loại khác, là một loại thuốc dùng để điều trị bệnh sốt rét. Đây là sự kết hợp liều cố định của artesunate và amodiaquine. Cụ thể nó được dùng chữa bệnh sốt rét Plasmodium falciparum không biến chứng cấp tính. Nó được uống bằng miệng.
Các tác dụng phụ thường gặp bao gồm chán ăn, buồn nôn, đau bụng, buồn ngủ, khó ngủ và ho. An toàn trong thai kỳ không rõ ràng; tuy nhiên, thuốc có thể được sử dụng nếu những thuốc khác không thể dùng. Nó được cho là an toàn để sử dụng trong thời gian cho con bú. Artesunate và amodiaquine đều là thuốc trị sốt rét; tuy nhiên, chúng làm việc theo các cơ chế khác nhau.
Artesunate/amodiaquine đã được đưa ra thị trường vào năm 2007  Nó nằm trong Danh sách các loại thuốc thiết yếu của Tổ chức Y tế Thế giới, loại thuốc an toàn và hiệu quả nhất cần thiết trong hệ thống y tế. Artesunate/amodiaquine có sẵn như là một loại thuốc gốc. Chi phí bán buôn ở các nước đang phát triển là khoảng 0,85 đến 1,52 đô la Mỹ cho một đợt điều trị. Kể từ năm 2014, nó không có sẵn trên thị trường ở Hoa Kỳ hoặc Vương quốc Anh.

## Sử dụng trong y tế
Các thử nghiệm lâm sàng sớm cho thấy một liều dùng mỗi ngày là có hiệu quả. Sau đó, nó đã được chứng minh lâm sàng có hiệu quả tương đương với artemether lumefantrine, mặc dù nó có hiệu quả hơn trong lĩnh vực này do liều dùng một lần một ngày đơn giản hơn so với artemether / lumefantrine hai lần mỗi lần liều dùng trong ngày.

## Xã hội và văn hoá
Artesunate/amodiaquine đã được đưa ra thị trường vào năm 2007 như là một phương pháp điều trị bệnh sốt rét giá cả phải chăng, được DNDi thực hiện khi hợp tác với Sanofi-Aventis.